# یلکان تدیف
یلکان تدیف (انگلیسی: Yelkan Tedeyev; ۲۹ دسامبر ۱۹۳۸ – ۳ اکتبر ۱۹۸۴) کشتی‌گیر آزاد اهل اتحاد جماهیر شوروی بود.
وی در مسابقات قهرمانی کشتی اروپا ۱۹۶۶ قهرمان وزن ۶۱ کیلوگرم کشتی آزاد مردان شده‌است.